# Kujnik (Brestovac)
Kujnik je naselje u Republici Hrvatskoj u Požeško-slavonskoj županiji, u sastavu općine Brestovac.

## Zemljopis
Kujnik su smješteni oko 12 km zapadno od Brestovca, na cesti Požega - Pakrac. Susjedna sela su Orljavac na sjeveru i Pasikovci na jugu.

## Stanovništvo
Prema popisu stanovništva iz 2011. godine Kujnik je imao 22 stanovnika.
| broj stanovnika | 155   | 156   | 153   | 175   | 164   | 199   | 201   | 192   | 131   | 134   | 133   | 118   | 95    | 83    | 21    | 22    | 24    |
|                 | 1857. | 1869. | 1880. | 1890. | 1900. | 1910. | 1921. | 1931. | 1948. | 1953. | 1961. | 1971. | 1981. | 1991. | 2001. | 2011. | 2021. |